# Пёрселл, Эдуард Миллс
Эдуард Миллс Пёрселл (англ. Edward Mills Purcell; 30 августа 1912, Тейлорвилл, Иллинойс, США — 7 марта 1997, Кембридж, Массачусетс, США) — американский физик, лауреат Нобелевской премии по физике в 1952 году (совместно с Феликсом Блохом) «за развитие новых методов для точных ядерных магнитных измерений и связанные с этим открытия».
Член Национальной академии наук США (1951), иностранный член Лондонского королевского общества (1989).

## Биография
Получил степень бакалавра по электрическому инженерному делу в университете Пердью. Степени магистра и доктора по физике получил в Гарвардском университете. Во время Второй мировой войны работал в МТИ в лаборатории излучений над развитием СВЧ-радара. После войны возвращается в Гарвард. В 1945 году вместе со своими коллегами Паундом и Торри открывает явление ядерного магнитного резонанса (ЯМР). ЯМР дал учёным элегантный и точный метод определения химической структуры и свойств материалов и широко используется в настоящее время в физике и химии. Он также является основой метода ЯМР-изображений — одного из наиболее важных достижений в медицине XX-го века. За открытие ЯМР Парселл и Блох были удостоены Нобелевской премии.
Внёс вклад в астрономию — впервые зарегистрировал радиоизлучение нейтрального водорода в космосе (излучение с длиной волны 21 см), благодаря чему удалось впервые взглянуть на спиральные рукава Млечного Пути. Этот метод до сих пор является одним из самых важных в радиоастрономии. Кроме того, внёс значительный вклад в физику твёрдого тела — изучением релаксации спинового эха, релаксации ядерного магнитного момента, отрицательной спиновой температуры. Совместно с Норманом Рамзеем был первым, кто поставил под сомнение правильность CP-симметрии в физике элементарных частиц.
Являлся научным советником президентов Дуайта Эйзенхауэра, Джона Кеннеди и Линдона Джонсона.
Был президентом Американского физического общества с 1970 по 1971 год.
Член Американского философского общества, Национальной академии наук США (1951), Американской академии наук и искусств. Иностранный член Лондонского королевского общества (1989).
За свою научную, образовательную и гражданскую деятельность удостоен ряда наград. В 1979 году награждён Национальной медалью науки (США).
В 1992 году подписал «Предупреждение человечеству».
С развитием квантовой оптики и нанотехнологий имя Парселла часто упоминается с таким понятием как фактор Пёрселла, который характеризует связь излучателя с определённой модой пространства.

## Награды
- 1952 — Нобелевская премия по физике
- 1953 — Премия памяти Рихтмайера
- 1967 — Медаль Эрстеда
- 1976 — Лекция Карла Янского
- 1979 — Национальная научная медаль США
- 1984 — Премия Макса Дельбрюка, «For the elucidation of complex biological phenomena, in particular chemotaxis and bacterial locomotion, through simple but penetrating physical theories and brilliant experiments»[9]
- 1988 — Премия Беатрис Тинслей

## Сочинения
Электричество и магнетизм. Берклеевский курс физики. — 3-е изд., испр.. — М.: Наука, 1983. — 416 с.